# 燈明寺 (江戸川区)
燈明寺（とうみょうじ）は、東京都江戸川区平井にある新義真言宗の寺院。山号は明雅山。院号は明王院。本尊は不動明王。境内に聖天堂があり、古くから信仰を集め、関東三聖天（埼玉県妻沼聖天、江戸浅草待乳山聖天）のうちの一つである平井聖天とも称される。

## 歴史
この寺の創建年代については不詳であるが、元暁という僧により開山されたと伝えられる。江戸時代中期の1749年（寛延2年）に示寂した恵祐がこの寺を中興して聖天を勧請して堂を建て、以後聖天の寺として信仰を集めた。なお、この寺はかつては真言宗豊山派に属していたが、戦後に現在の新義真言宗に改められた。旧本山は金蓮院。
また、鹿鳴館が解体された際に売却されたシャンデリアが保存されている。

## 文化財
- 平井聖天（燈明寺）- 江戸川区指定史跡、昭和57年2月8日告示[6]

## 所在地・アクセス
- 東京都江戸川区平井6-17-30
- JR総武線 平井駅より徒歩約5分（経路案内）